# ماساهارو آنساکی
ماساهارو آنساکی (انگلیسی: Masaharu Anesaki; ۲۵ ژوئیهٔ ۱۸۷۳ – ۲۳ ژوئیهٔ ۱۹۴۹) نویسنده، منتقد، فیلسوف، و سیاستمدار اهل ژاپن بود.
وی همچنین برندهٔ جایزه لژیون دونور (افسر، ۱۹۲۸) شده است.